# 安岳王劉氏節孝坊
安岳王劉氏節孝坊位於四川省資陽市安岳縣，文物遺址年代判定為清。2012年7月16日公佈為第八批四川省文物保護單位。
安岳王劉氏節孝坊位於四川省安岳縣長河源鄉石盆村，牌坊作仿木構，四柱三問五樓廡殿頂。兩側和明、次問柱前後均有抱鼓石。長7.82米，寬2.0米，高8.2米，主樓正面、背面上部陰刻“聖旨”，下部陰刻“節孝”，主樓正面明問石柱陰刻對聯“松柏挺雙標岑槐樓桑藉此並增色耀”、“虎龍開雨榜蘭孫掛子行將犬起科名”。主樓正面次間石柱陰刻對聯“乾坤留正氣”“姑媳共堅貞”。主樓正面、背面明間上部嵌碑，碑刻“大清光緒十一年十二月吉”節孝銘文。主樓正面淺浮雕官場人物及戰場、山水和二龍搶寶等圖案。背樓淺浮雕人物、花草和雙鳳朝陽等圖案。安岳王劉氏節孝坊高大精美，雕刻技藝精湛，具有較高的文物藝術價值。第三次文物普查新發現文物。